# Los Vaqueros: el regreso
Los Vaqueros: El Regreso es el séptimo álbum de estudio del dúo Wisin & Yandel. El álbum fue lanzado el 25 de enero de 2011, bajo el sello de WY Records y Universal.
El álbum contó con la participación de Franco "El Gorila", Jayko y Gadiel, así como colaboraciones especiales con artistas del género tales como: Tego Calderón, Alexis & Fido, Tito el Bambino, Pitbull, Jowell & Randy, O'Neill, Cosculluela y De La Ghetto. Además, con las participaciones de Sean Kingston, 50 Cent y T-Pain.

## Antecedentes
Durante la promoción de su álbum en vivo de La revolución: Live, en junio de 2010, el dúo anunció que había comenzado a trabajar en la continuación de su álbum en colaboración Los vaqueros. El mismo mes se confirmaron colaboraciones con Tego Calderón, Franco "El Gorila", Cosculluela y De la Ghetto en la canción "La reunión de los Vaqueros", canción que posteriormente fue incluida en su álbum en vivo, lanzado en noviembre de 2010.

## Recepción

### Rendimiento comercial
En Estados Unidos, Los vaqueros: El regreso debutó en la posición # 8 con ventas de 31,000 unidades en el Billboard 200. Se convirtió en el segundo álbum de Wisin & Yandel en posicionarse dentro de las primeras diez posiciones en su semana debut, el segundo después de La revolución, que debutó en el # 7 en 2009. También debutó en el # 1 en el Billboard Top Latin Albums, y se convirtió en su quinto álbum número uno en esa lista. En el Top Rap Albums el álbum debutó en el n.º 2, convirtiéndose en su debut más alto en la tabla. En el Albums Chart México el álbum debutó en el # 1 con el título "El regreso de Los Vaqueros", convirtiéndose en su tercer álbum número uno en esta lista y El álbum vendió 31 mil copias en su primera semana y vendió 123,000 mil copias. El álbum fue top 8 y duro 9 semánas en Ventas de Álbumes de Billboard.

### Recepción crítica
John Bush de Allmusic dijo que "es un LP que se supone que evocan al año 2006 a la tripulación cargada de Los vaqueros, que firmemente estableció por primera vez la familia de reggaeton con apariciones de Don Omar y Franco "El Gorila", así como una gran cantidad de recién llegados. Este esta igualmente repleto con casi una docena de estrellas y con mucho futuro de talentos - A diferencia de muchos de sus contemporáneos, que claramente no pueden contener un desfile de colaboradores en un todo sin fisuras, Wisin & Yandel con facilidad se trasladan entre el pop, urban, y el reguetón. Frances Tirado de Primerahora dijo: "Este álbum es muy bueno para los fanes del reguetón, ya que las letras hablan principalmente del entorno del club y la conquista de las niñas, el amor y el desamor - los productores de música participantes, incluyen la música electrónica de baile en reguetón con sonidos clásicos para hacer una ensalada de Música urbana."

## Sencillos
El primer sencillo del disco, fue «Zun zun rompiendo caderas», aunque al principío, se anunció la canción "Tu olor" como el primer sencillo del álbum, pero se cambió por "No dejemos que se apague", y posteriormente se cambió de nuevo por "Zun zun rompiendo caderas". A principios de noviembre de 2010, se anunció que el segundo sencillo del álbum contaría con la colaboración de los raperos estadounidenses 50 Cent y T-Pain. La portada del álbum y lista de canciones fue revelada el 18 de diciembre de 2010.

### Otras canciones
- El primer sencillo del álbum es «Zun zun rompiendo caderas», fue estrenado en radio el 29 de noviembre de 2010 y está disponible en formato digital desde el 29 de noviembre de 2010.[16]

- «No dejemos que se apague» fue filtrado en Internet antes de ser publicado como sencillo el 15 de noviembre de 2010. Cuenta con la colaboración de los raperos norteamericanos 50 Cent y T-Pain. El vídeo de dicha canción se estrenó el 13 de diciembre y fue dirigido por Jessy Terrero.[16]

- «Tu olor» fue compuesto por Joan Ortíz y Luis O'Neill.[17] El 21 de julio de 2011 fue estrenado su vídeo musical,[18] con las grabaciones realizadas en mayo en la ciudad de Cartagena de Indias, siendo dirigido por Simon Brand.[19] La canción alcanzó el primer lugar en la lista Hot Latin Songs de Billboard en septiembre del mismo año.[20]

## Lista de canciones
- El dúo coescribió cada canción del álbum. Junto a quienes trabajaron en las canciones que se muestran a continuación.[21][22]

Edición estándar

| N.º | Título                                                   | Productor(es)                  | Duración |  |
| 1.  | «Intro» (con Gallego)                                    | Nesty · Víctor                 | 2:20     |  |
| 2.  | «Muévete»                                                | Tainy & Hyde                   | 3:48     |  |
| 3.  | «Tu olor»                                                | Nesty · Víctor                 | 4:05     |  |
| 4.  | «No dejemos que se apague» (con T-Pain, 50 Cent)         | Nesty · Víctor                 | 4:25     |  |
| 5.  | «Se acabó» (con Tito el Bambino)                         | Tainy · Nesty · Víctor         | 4:24     |  |
| 6.  | «Cállate»                                                | Nesty · Víctor                 | 4:22     |  |
| 7.  | «Sigan bailando» (con Tego Calderón, Franco “El Gorila”) | Nesty · Víctor                 | 4:51     |  |
| 8.  | «Fever» (con Sean Kingston)                              | Sean Kingston · GoodWill & MGI | 3:38     |  |
| 9.  | «Zun zun rompiendo caderas»                              | Tainy                          | 3:20     |  |
| 10. | «Perréame» (con Jowell & Randy)                          | LIVE MUSIC                     | 4:50     |  |
| 11. | «Tomando el control» (con Jayko, Gadiel)                 | Tainy                          | 3:25     |  |
| 12. | «Mi tesoro»                                              | Tainy                          | 4:35     |  |
| 13. | «Suavecito despacio» (con Alexis & Fido)                 | Nesty · Víctor                 | 4:50     |  |
| 14. | «Ya no queda amor»                                       | Tainy                          | 4:00     |  |
| 15. | «Uy, uy, uy» (Wisin con Franco “El Gorila”, O'Neill)     | Nesty · Víctor                 | 4:40     |  |

| Edición deluxe - Bonus tracks |                                                                                                 |                          |          |  |
| N.º                           | Título                                                                                          | Productor(es)            | Duración |  |
| 16.                           | «Party»                                                                                         | Nesty · Víctor           | 3:39     |  |
| 17.                           | «Se viste» (Wisin con Gadiel)                                                                   | Nesty · Víctor           | 3:40     |  |
| 18.                           | «Tortura»                                                                                       | Nesty · Víctor           | 4:09     |  |
| 19.                           | «Tumbao» (Yandel con De La Ghetto)                                                              | Tainy                    | 4:42     |  |
| 20.                           | «La reunión de los vaqueros» (con Cosculluela, Tego Calderón, De La Ghetto, Franco “El Gorila”) | Nesty · Víctor           | 5:40     |  |
| 21.                           | «Estoy enamorado»                                                                               | Nesty · Profesor Gómez   | 4:32     |  |
| 22.                           | «Irresistible»                                                                                  | Victor · Tainy · Marioso | 3:08     |  |

| Deluxe Edition - Bonus DVD |                              |          |  |
| N.º                        | Título                       | Duración |  |
| 1.                         | «No dejemos que se apague»   |          |  |
| 2.                         | «La reunión de los vaqueros» |          |  |
| 3.                         | «Estoy enamorado»            |          |  |
| 4.                         | «Irresistible»               |          |  |

## Remixes
1. Zun zun rompiendo caderas (con Tego Calderón y Pitbull)

## Créditos y personal
Adaptados desde los créditos de AllMusic y Tidal.
Artistas y producción
| - Juan Luis Morera Luna — Artista principal, compositor, productor ejecutivo. - Llandel Veguilla Malavé — Artista principal, compositor, productor ejecutivo. - Edgar Andino — Productor ejecutivo. - José «Hyde» Cotto — Mezcla. - Mario De Jesús (Marioso) — Ingeniero de grabación. - Víctor Martínez — Composición, producción, ingeniero de grabación. - Ernesto F. Padilla — Composición, producción. - José «Gallego» González – Artista invitado (pista 1). (No aparece acreditado en el álbum) - Marcos «Tainy» Masis — Composición, producción. - Joan Ortíz — Composición (pistas 3, 15). - Luis «O'Neill» Laureano — Artista invitado (pista 15), composición (pistas 3, 15). - Faheem «T-Pain» Rasheed Najm — Artista invitado, composición (pista 4). - Curtis «50 Cent» Jackson — Artista invitado, composición (pista 4). - Ramón Luis Otero — Composición (pista 5). - Efraín Fines Nevares — Artista invitado, composición (pista 5). - Tegui Calderón — Artista invitado, composición (pistas 7, 20). | - Luis «Franco “El Gorila”» Cortes — Artista invitado, composición (pistas 7, 15, 20). - Kisean Paul Kingston — Artista invitado, composición, producción (pista 8). - Will «GoodWill» Rappaport — Composición, producción (pista 8). - Henri «MGI» Lenz — Composición, producción (pista 8). - Giann Arias — Composición, producción (pista 10). - Kristian Ginorio — Composición (pista 10). - David Torres — Composición (pista 10). - Joel Muñoz — Artista invitado, composición (pista 10). - Randy Ortiz — Artista invitado, composición (pista 10). - John Steve «Jayko» Correa — Artista invitado, composición (pista 11). - Gadiel Veguilla Malavé — Artista invitado, composición (pistas 11, 17). - Raul «Alexis» Ortiz — Artista invitado, composición (pista 13). - Joel «Fido» Martinez — Artista invitado, composición (pista 13). - Rafael «De la Ghetto» Castillo — Artista invitado, composición (pistas 19, 20). - José Cosculluela — Artista invitado, composición (pista 20). - José Javier Gómez — Composición, producción (pista 21). |

Machete Music
- Edgar Andino — Administración.
- Ana Alvarado — Coordinación de producción.
- Iancarlo Reyes — Director creativo.
- Edwin David — Fotografía.
- Paco López — Mánager del sello.

## Posicionamiento en listas
| Listas (2010)                     | Mejor posición |
| --------------------------------- | -------------- |
| Estados Unidos (Top Latin Albums) | 1              |
| Estados Unidos (Top Rap Albums)   | 2              |
| Estados Unidos (Billboard 200)    | 8              |
| México (AMPROFON)                 | 1              |